# Dammen (Ryssby socken, Småland)
Dammen är en sjö i Kalmar kommun i Småland och ingår i Snärjebäckens huvudavrinningsområde.